# Yvain, il cavaliere del leone
Yvain, il cavaliere del leone (in francese: Yvain, le Chevalier du Lion) è un poema cavalleresco di Chrétien de Troyes scritto forse negli anni settanta del XII secolo, contemporaneamente a Lancillotto o il cavaliere della carretta. Il protagonista, Yvain, deriva dal personaggio storico di Owain mab Urien.
La fonte di Chrétien per il poema è ignota, ma la storia ha molti punti di contatto con l'opera agiografica sulla Vita di san Mungo (anche conosciuto come san Kentigern), secondo cui il santo sarebbe stato figlio di Owain mab Urien e della figlia di re Lot del Lothian. Le somiglianze suggeriscono che le due opere abbiano una comune fonte latina o celtica.

## Trama
Yvain, cavaliere della Tavola Rotonda, intende vendicare il cugino Calogrenant sconfitto da Esclados nella Foresta di Brocelandia. Recatosi nello stesso luogo, sfida a duello Esclados e lo uccide; si innamora poi della sua vedova, Laudine. Con l'aiuto della damigella di Laudine, Lunete, Yvain riesce a sposarla, ma Gawain lo convince a imbarcarsi in un'avventura cavalleresca. La moglie acconsente, a patto che lui ritorni dopo un anno, promessa che però Yvain non mantiene cosicché Laudine lo caccia dalla fortezza in cui la coppia vive. Yvain si infuria ma poi decide di riconquistare l'amore della donna. Egli salva un leone da un serpente, dando in seguito prove di virtù cavalleresche e di lealtà con l'aiuto del felino. Alla fine Laudine permette al marito di tornare nella fortezza, insieme al leone.

## Fortuna dell'opera
Yvain ha avuto un grande impatto sulla letteratura mondiale: il poeta tedesco Hartmann von Aue lo usò come base per il suo Iwein, e l'autore di Owain, o la dama della fontana, uno dei romanzi gallesi compresi nel Mabinogion, rimandò l'opera indietro a un background gallese. Il poema esiste in diverse versioni, compreso l'Ywain and Gawain in inglese medio.
In campo artistico vanno segnalati gli affreschi del Castello di Rodengo, ispirati ad alcuni episodi del poema.

## Curiosità
- Il nome di Laudine viene fatto una sola volta in tutta l'opera.

## Edizioni
- Chrétien de Troyes; Owen, D. D. R. (translator) (1988). Arthurian Romances. New York: Everyman's Library. ISBN 0-460-87389-X.
- Chrétien de Troyes; Raffel, Burton (translator) (1987). Yvain, the Knight of the Lion. Yale University Press. ISBN 0-300-03837-2.
- Chrétien de Troyes, Il cavaliere del leone, a cura di Francesca Gambino, con un’introduzione di Lucilla Spetia, Alessandria, Edizioni dell’Orso, 2011 («Gli orsatti», 33). ISBN 978-88-6274-300-6.